# Christopher Markus y Stephen McFeely
Christopher Markus (2 de enero de 1970) y Stephen McFeely (12 de noviembre de 1969) son guionistas y productores estadounidenses. Son conocidos por su obra en el Universo cinematográfico de Marvel, donde han escrito las tres películas del Capitán América (El primer vengador, The Winter Soldier y Civil War), Thor: The Dark World, Avengers: Infinity War y Avengers: Endgame, y crearon la serie de televisión Agent Carter de ABC. También son los guionistas de las películas de Las crónicas de Narnia.
Markus se crio en Búfalo, Nueva York. Obtuvo una licenciatura en letras en escritura creativa de la Universidad Rutgers en 1991. McFeely se crio en el Área de la Bahía de San Francisco. Obtuvo una licenciatura en letras en inglés de la Universidad de Notre Dame en 1991. Ambos eran novelistas aspirantes cuando se conocieron en el programa de posgrado de escritura creativa en la Universidad de California en Davis en 1994. Según Andrew, de UC Davis Magazine: "Rápidamente llegaron a la conclusión de que sus sueños de novelistas eran ilusorios. 'No veíamos cómo podríamos hacer de la escritura [de libros] nuestro trabajo de tiempo completo,' dijo McFeely. ¿Su nueva meta? Escribir para Hollywood."
Luego de obtener sus maestrías en 1996, "los amigos condujeron a Los Ángeles para comenzar a abrirse paso en el camino del entretenimiento. Cada uno aceptó trabajos en la industria, entre ellos contestar llamadas en compañías de producción. Mediante las redes, lograron contratar un agente y finalmente obtuvieron su primer trabajo remunerado en 1998, escribiendo un guion sobre un asesinato real en Los Ángeles. La película nunca se hizo, pero el trabajo marcó un punto de inflexión para las carreras de guionista de Markus y McFeely." Los murmullos del guion comprado llevó a HBO Films a encargarles escribir un biopic de Peter Sellers. Por The Life and Death of Peter Sellers en 2004, ganaron un Primetime Emmy al mejor guion de miniserie, telefilme o especial dramático. Su obra subsecuente en las películas de Las crónicas de Narnia los preparó para el Universo cinematográfico de Marvel.

## Filmografía

### Cine
| Año  | Título                                                         |
| ---- | -------------------------------------------------------------- |
| 2004 | The Life and Death of Peter Sellers                            |
| 2005 | The Chronicles of Narnia: The Lion, the Witch and the Wardrobe |
| 2007 | You Kill Me                                                    |
| 2008 | Las crónicas de Narnia: el príncipe Caspian                    |
| 2010 | Las crónicas de Narnia: la travesía del Viajero del Alba       |
| 2011 | Capitán América: el primer vengador                            |
| 2013 | Pain & Gain                                                    |
| 2013 | Thor: The Dark World                                           |
| 2014 | Captain America: The Winter Soldier                            |
| 2014 | Guardianes de la Galaxia (no acreditados)                      |
| 2016 | Capitán América: Civil War                                     |
| 2018 | Avengers: Infinity War                                         |
| 2019 | Avengers: Endgame                                              |
| 2024 | The Electric State                                             |

### Televisión
| Año       | Título                                            |
| --------- | ------------------------------------------------- |
| 2015–2016 | Agent Carter (creadores, guionistas, productores) |